# John Vanbiesbrouck
John Vanbiesbrouck (* 4. září 1963, Detroit) je bývalý americký hokejový brankář.

## Život

### Hráčská kariéra
Začínal v týmu Sault Ste. Marie Greyhounds, reprezentoval USA na mistrovství světa juniorů v ledním hokeji 1982. Od roku 1984 hrál National Hockey League za New York Rangers. Chytal na mistrovství světa v ledním hokeji 1985 v Praze, kde pomohl Američanům jako nováčkovi k překvapivému postupu do finálové skupiny. Objevil se také v dokumentárním filmu Muži v kleci, který natočil Jiří Střecha (mj. tam prohlásil, že na rozdíl od většiny gólmanů si tento post vybral dobrovolně). Zúčastnil se rovněž MS v roce 1987, 1989 a 1991, Kanadského poháru 1987 a 1991, na olympiádě v Naganu byl náhradníkem. V roce 1993 přestoupil do nově vytvořeného týmu Florida Panthers, s kterým si v roce 1996 zahrál finále Stanley Cupu.
Chytal levou rukou, proslul chladnokrevností a velmi rychlými reflexy.
Hráčskou kariéru ukončil v roce 2001 po krátkém působení na pozici druhého gólmana v New Jersey Devils.

### Život po skončení kariéry
Vlastnil juniorský tým Sault Ste. Marie Greyhounds. Působil jako generální manažer v Muskegonu, který působí v USHL. V roce 2018 vede jako generální manažer hokejovou 20 USA a u USA Hockey má na starosti všechny reprezentační výběry.

## Ocenění
- druhý nejlepší brankář MS 1985
- Vezina Trophy 1986
- účast v NHL All-Star Game 1994, 1996 a 1997
- americký brankář s nejvíce vítěznými zápasy v NHL (374)
- člen Síně slávy amerického hokeje od roku 2007